# Внешняя политика Бутана
Королевство Бутан поддерживает дипломатические отношения с 54 государствами — членами ООН, а также с наблюдателем при ООН: Европейским союзом
Бутан, спонсорируемый Индией, начал свою международную деятельность в 1962 году, когда присоединился к Плану Коломбо. В 1969 году Бутан присоединился к специализированной организации ООН — Всемирному почтовому союзу (см. История почты и почтовых марок Бутана). 21 сентября 1971 года вступил в ООН (решение было принято на 26 сессии Генеральной Ассамблеи ООН (на 1934-м пленарном заседаним) на основании Резолюции Совета Безопасности ООН № 292 о приёме Бутана в ООН), хотя и не имел дипломатических отношений ни с одним из государств-членов Совета Безопасности ООН. В 1981 году Бутан стал членом МВФ и Всемирного банка, в 1982 — ВОЗ и ЮНЕСКО, в 1985 — СААРК. В настоящее время Бутан является членом 45 международных организаций.

## Членство в международных организациях
- Всемирный почтовый союз - с 7 марта 1969 года[2]
- Организация Объединённых Наций - c 21 сентября 1971 год[4]
- ЮНЕСКО - с 13 апреля 1982 года[5]
- Международный союз электросвязи - с 15 сентября 1988 года[6]
- Организация по запрещению химического оружия - c 17 сентября 2005 года[7]
- Интерпол - с 19 сентября 2005 года[8]

## Бутан —Россия
Дипломатические отношения не установлены.

## Бутан — Индия
Индия и Бутан установили дипломатические отношения в январе 1968 года. Исторически Бутан имеет очень тесные связи с Индией. Ещё в 1865 году был подписан первый договор о дружбе между Бутаном и Британской Индией. Когда Бутан стал монархией — Британская Индия была первой страной, признавшей её, и в 1910 году договор был обновлён. В свою очередь Бутан был первой страной, признавшей независимую Индию, и в 1949 году Бутан обновил старый договор о дружбе, включив в него положение о том, что Индия будет помогать Бутану в международных делах. 8 февраля 2007 года была подписана обновлённая версия индийско-бутанского договора о дружбе.

## Бутан — Китайская Народная Республика

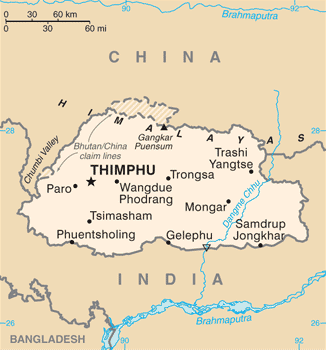
Карта с бутано-китайской границей по состоянию на 2010 год.

Бутан не имеет дипломатических отношений со своим северным соседом, Китайской Народной Республикой. Граница между Бутаном и КНР закрыта с 1959 года, когда из Тибета в Бутан хлынул поток беженцев. Граница также является неделимитированной; в 1961 году Китай опубликовал карту с изменённым начертанием традиционной линии границы. С той поры напряжённость уменьшилась, особенно после подписания в 1998 году соглашения о мире и спокойствии на границе — первого двустороннего соглашения между Бутаном и Китаем.
В 2005 году Бутан заявил, что китайская армия строит дороги и мосты на территории Бутана. Бутанский министр иностранных дел Ханду Вангчук поставил этот вопрос перед китайскими властями, вопрос стал обсуждаться в Бутанском парламенте. В ответ представитель министерства иностранных дел КНР Цинь Ган заявил, что граница остаётся спорной, и что обе стороны работают над мирным разрешением вопроса. Бутанская газета Kuensel написала, что Китай может использовать дороги для дальнейших притязаний на приграничные территории.

## Бутан — Бангладеш
Основная статья: Международные отношения между Бутаном и Бангладеш
Бангладеш и Бутан установили дипломатические отношения 12 апреля 1973 года. Бангладеш является одной из двух стран (наряду с Индией), имеющих посольство в столице Бутана Тхимпху. Посольство Бутана расположено в Дакке.
С 1971 года, когда Бутан стал первой страной, признавшей независимость Бангладеш, отношения между двумя странами всегда были дружескими. Бутан и Непал рассматривают Бангладеш как альтернативный выход к морю, уменьшающий их зависимость от Индии и Китая.

## Бутан — Непал
Основная статья: Международные отношения между Бутаном и Непалом
Непал и Бутан установили дипломатические взаимоотношения  3 июня 1983 года. С 1992 года взаимоотношения стали напряжёнными в связи с проблемой бутанских беженцев.

## Бутан — Дания
Основная статья: Международные отношения между Бутаном и Данией
Дания и Бутан установили дипломатические отношения 28 августа 1985 года. 
Интересы Дании в Бутане представляет Посольство Дании в Нью-Дели, Индия.
Интересы Бутана в Дании представляет Посольство Бутана в Брюсселе, Бельгия.
В Хеллерупе, коммуна Гентофте, область Ховедстаден Дании находится общество дружбы.
В Тхимпху расположен офис Liaison officer.

## Бутан — Таиланд

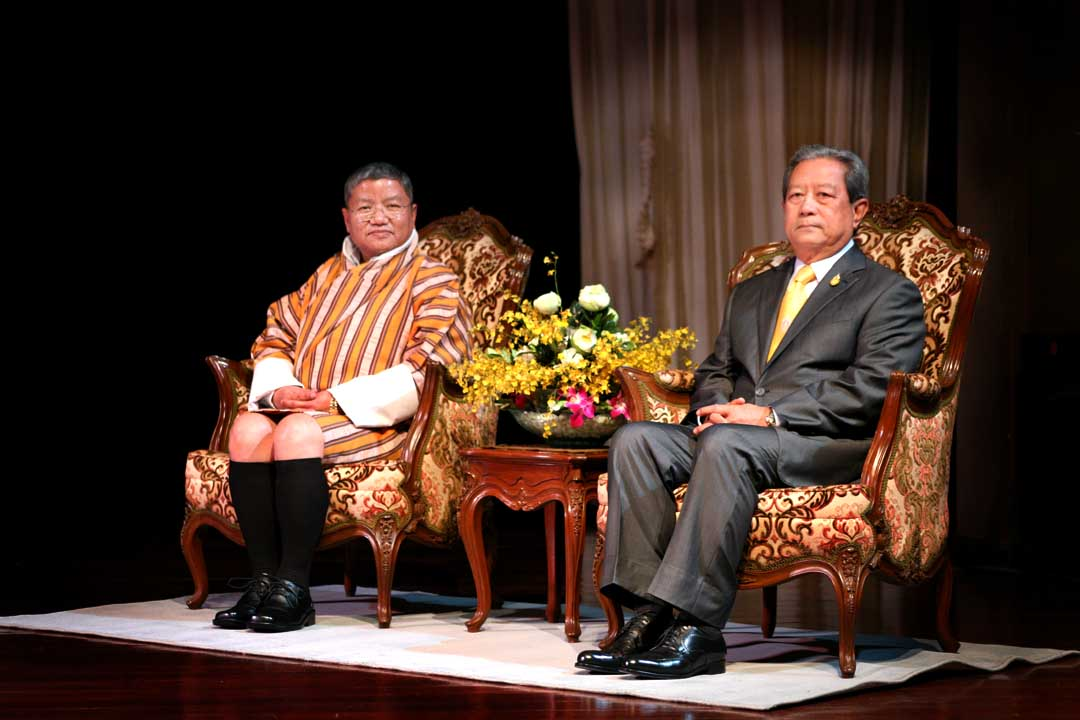
Премьер-министр Бутана Льонпо Кинзанг Дорджи и премьер-министр Таиланда Сураюд Чуланонт на встрече в Бангкоке в 2007 году. Премьер-министр Бутана одет в традиционную одежду

Основная статья: Международные отношения между Бутаном и Таиландом
Таиланд и Бутан установили дипломатические отношения 14 ноября 1989 года. 
Посольство Бутана расположено в Бангкоке.
В Тхимпху расположен офис почётного консула Таиланда.

## Бутан —США
Дипломатические отношения не установлены.

## Бутан и другие страны

### Дипломатические отношения
Королевство Бутан имеет очень ограниченное количество дипломатических представительств за рубежом: 5 посольств, 2 постоянных представительства при Организации Объединенных Наций, 13 почётных консулов. Посольства расположены в следующих государствах: Бангладеш, Бельгия, Индия, Кувейт, Таиланд.
В столице Бутана Тхимпху расположены посольства 2 государств: Бангладеш, Индия.
Многие страны, не имеющие формальных дипломатических отношений с Бутаном, поддерживают неформальные контакты через посольства в Нью-Дели и почётных консулов Бутана в своих странах.
(См.также Резолюция Совета Безопасности ООН 292)

### Переселение беженцев
Основная статья: Бутанские беженцы
ООН предложило переселить 60 тысяч из 107 тысяч бутанских беженцев непальского происхождения, в настоящее время проживающих в семи лагерях ООН в юго-восточном Непале. Австралия, Канада, Норвегия, Нидерланды, Новая Зеландия и Дания согласились принять у себя по 10 тысяч человек.